# 世界牌类竞技联盟
世界牌类竞技联盟（Federation of Card Games，简称FCG），前世界牌类游戏联盟，是由多个地区性牌类游戏协会联合创办的国际级牌类游戏联盟，于瑞士洛桑正式注册，是国际智力运动联盟的正式成员。

## 历史沿革
世界牌类竞技联盟是竞技牌类运动的国际性组织，2017年在瑞士洛桑注册成功。2018年4月，国际智力运动联盟接纳世界牌类游戏联盟为其第七个正式成员。

## 宗旨目标
世界牌类竞技联盟以“传扬智力运动精神、促进各国文化交流”为己任，是由多个地区性牌类游戏协会联合创办的国际级牌类游戏联盟。世界牌类竞技联盟通过吸纳各地区流行的牌类游戏，去掉机会因素，将牌类竞技运动发展成为牌类智力运动。截止2018年4月18日，FCG在全球各地区已经吸纳了42个会员组织。

## 综合赛事
世界牌类锦标赛（World Card Games Championships,简称WCGC）是世界牌类竞技联盟的代表性赛事。第一届世界牌类锦标赛于2017年12月8日至10日在中華人民共和國江苏省淮安市举办，除了地主國之外，吸引了来自新加坡、印度、马来西亚、澳大利亚、西班牙等十余个国家和地区的百余名牌类运动专业选手和爱好者参赛，选取了竞技金拉米和竞技掼蛋作为主赛项目。